# Fort van Bač
Het fort van Bač (Servisch: Бачка тврђава, Batsjka tvrđava) is een middeleeuws fort in het Servische Bač / Bács / Batsch .

## Geschiedenis
Het fort werd gebouwd in de middeleeuwen en stond toen bekend als het grootste fort van de Pannonische vlakte. Het fort werd door de stad Bač gebouwd op een eiland in de rivier de Mostonga, ten westen van de stad zelf. Het fort stond ook wel bekend als waterstad omdat het alleen toegankelijk was via ophaalbruggen. Het is vijfhoekig, met op de hoeken torens. Binnen in het fort staat een betere verdedigingstoren, die tevens als uitkijkpost diende. 
Volgens sommige kronieken was er al in 873 een fort in Bač van de Avaren. In de 12e eeuw werd het fort van Bač voor het eerst in geschriften vermeld en kreeg het zelfs jaarlijks koninklijk bezoek.
Tussen 1338 en 1342 werd het fort sterk gerenoveerd door koning Karel I Robert van Hongarije, wat de huidige ruïne nu laat zien. 
Tijdens de Rákóczi-opstand (1703-1711) werd het fort verbrand, verwoest en verlaten. Toch is het nog steeds de best bewaarde middeleeuwse fort in Vojvodina. De torens zijn circa 18 meter hoog en het fort is tegenwoordig belangrijk voor de archeologie en het toerisme.

## Galerij

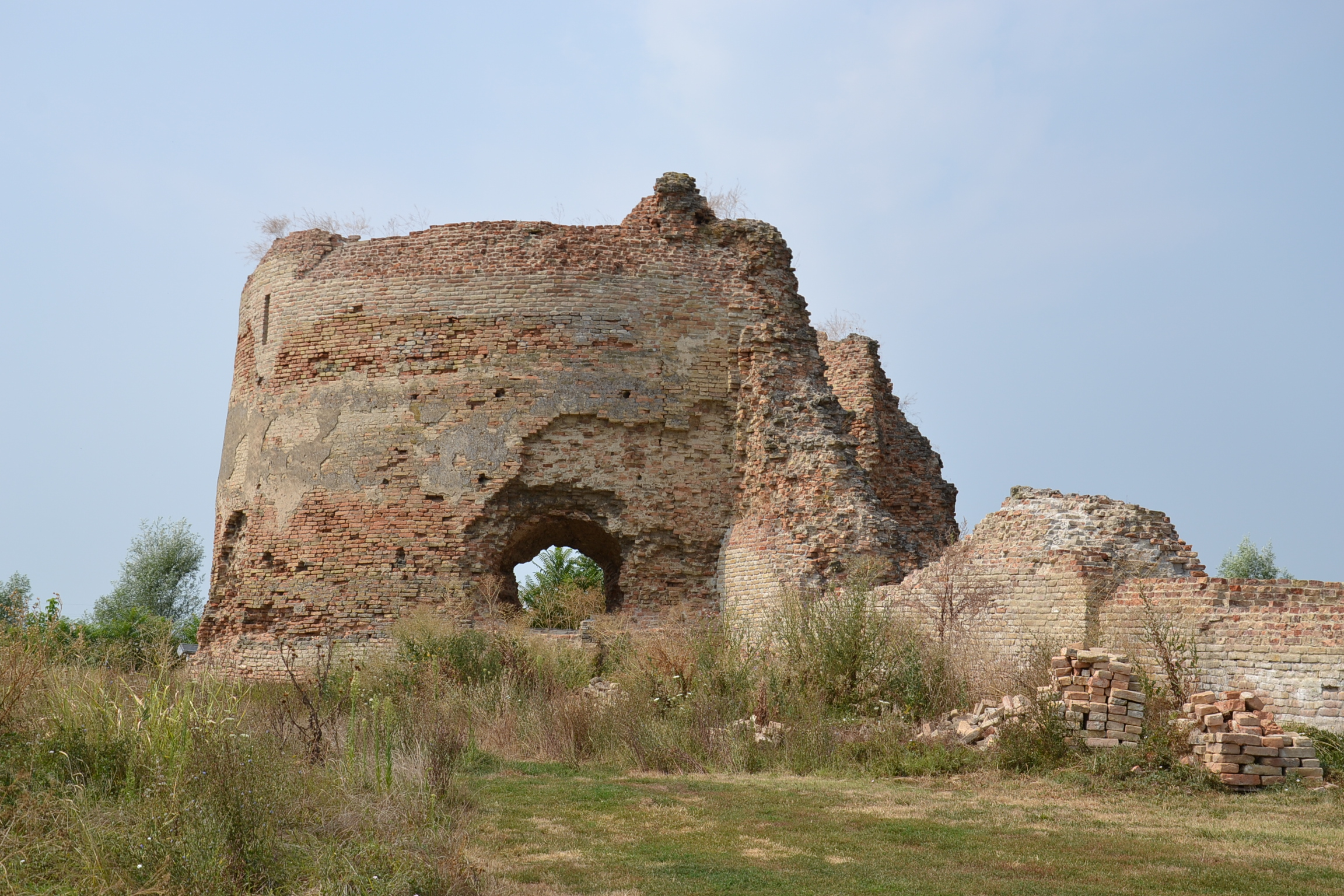
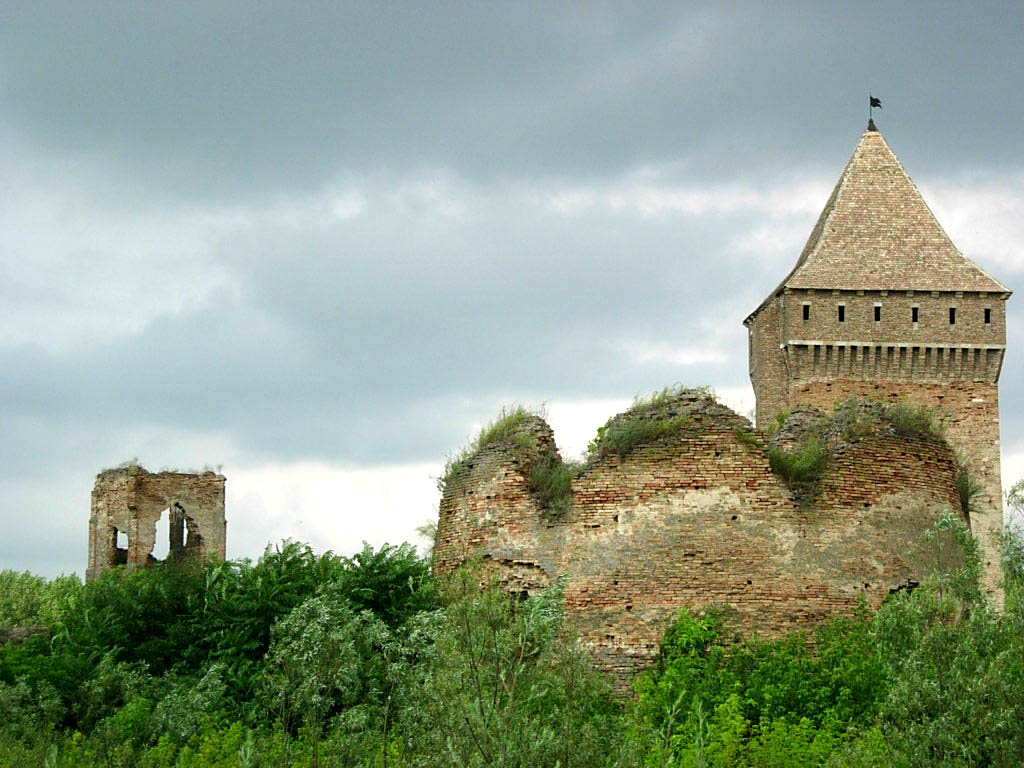
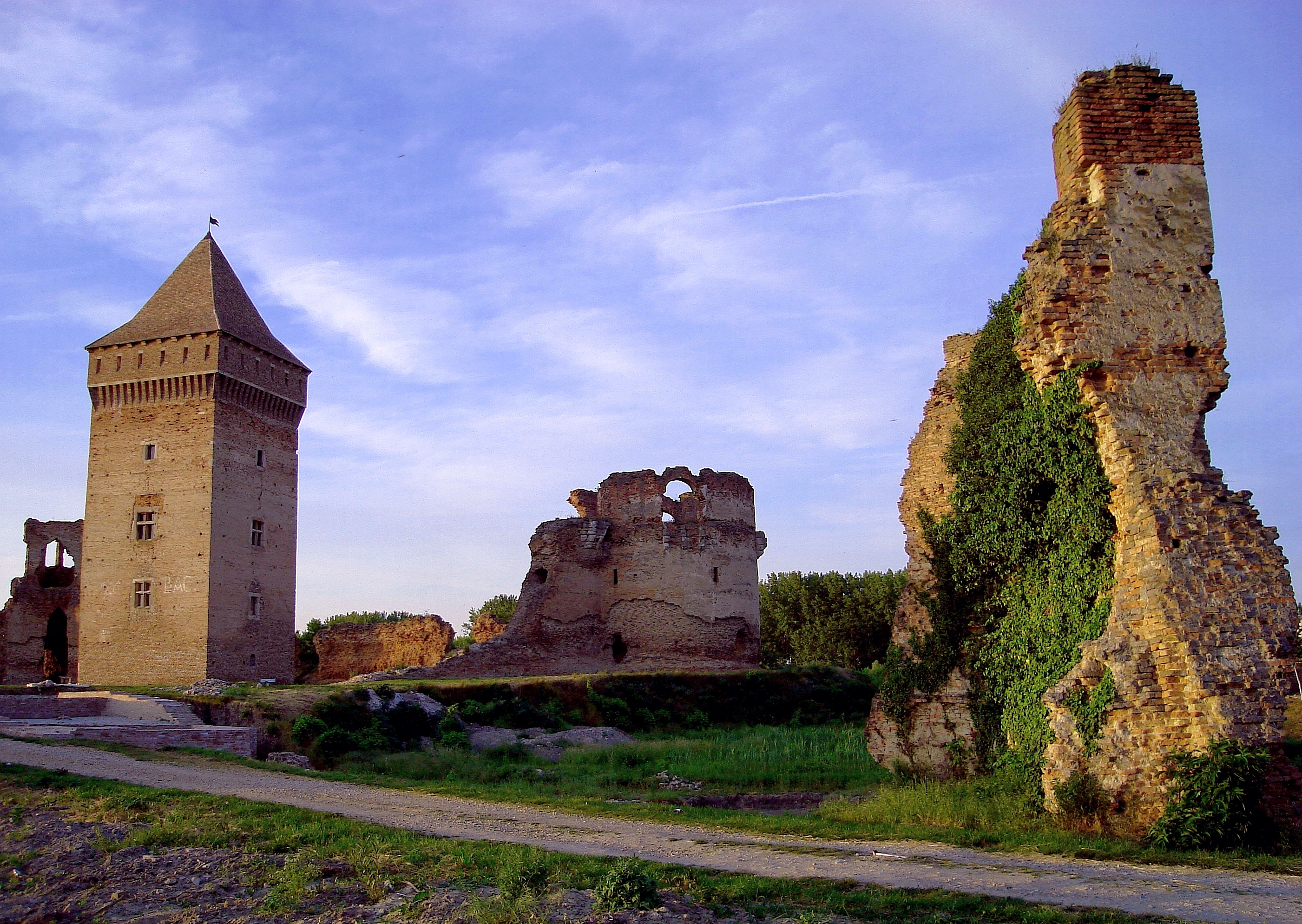
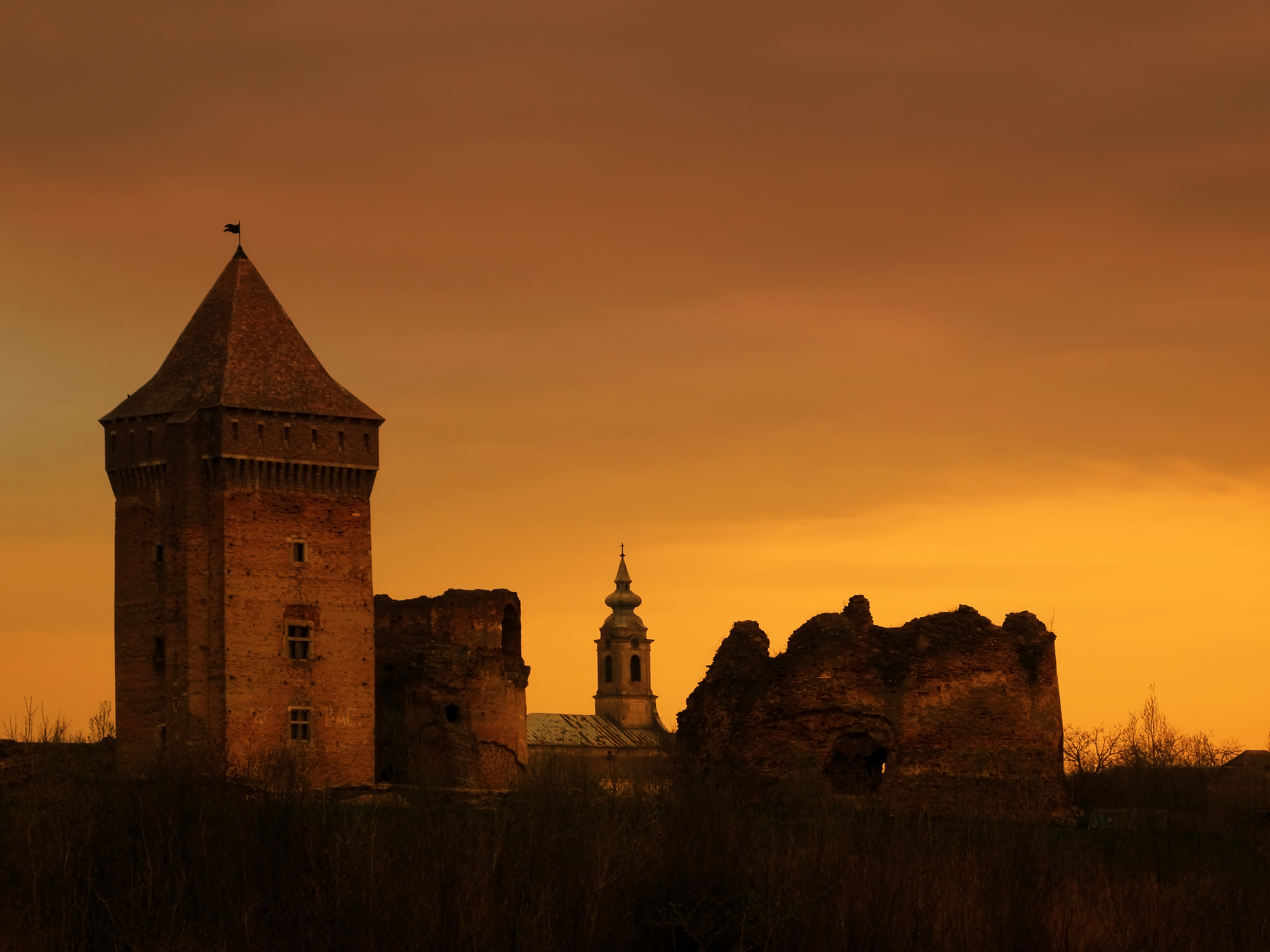
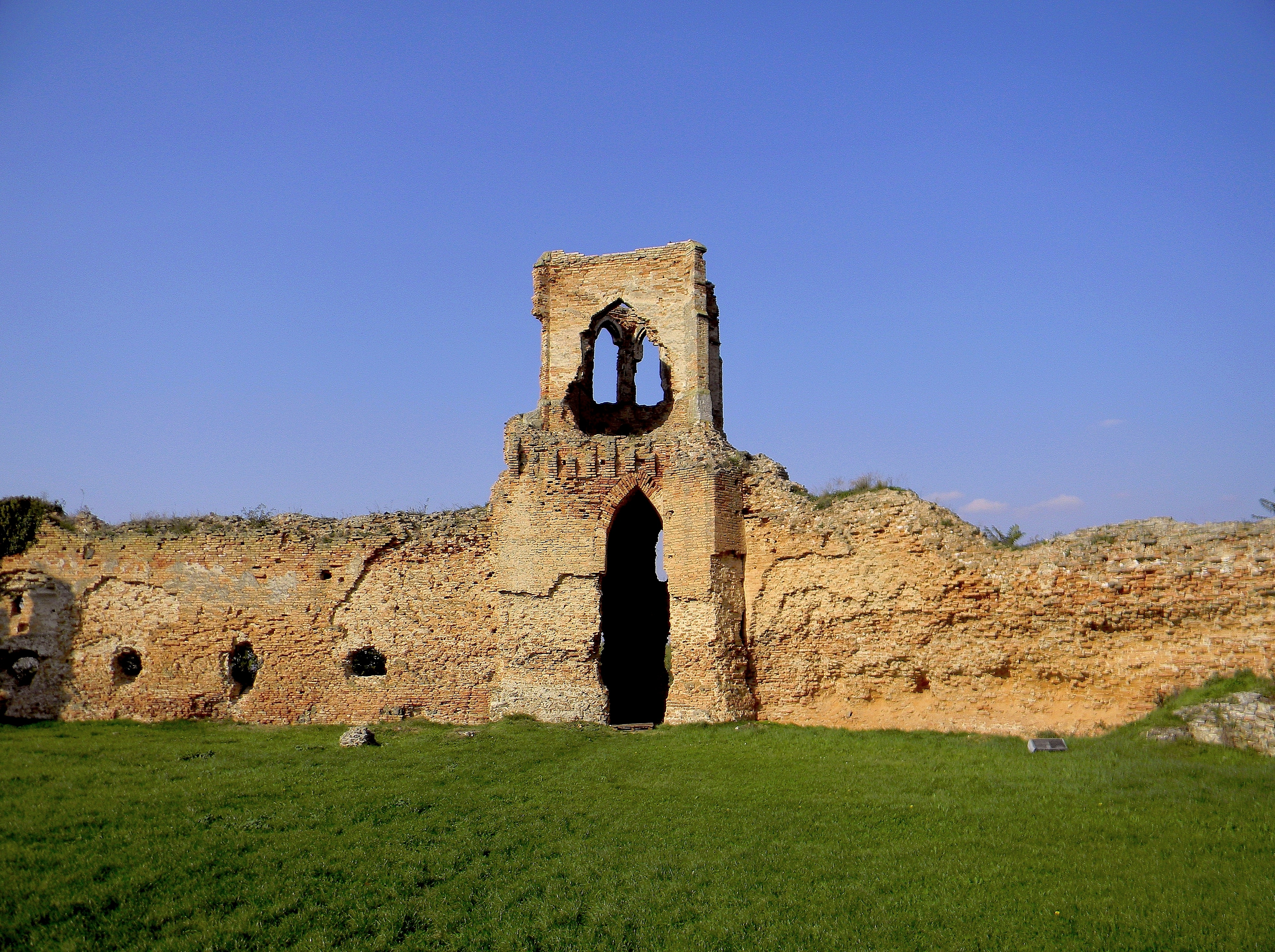